# Mocejón
Mocejón es un municipio y localidad española de la provincia de Toledo, en la comunidad autónoma de Castilla-La Mancha. El término municipal tiene una población de 5172 habitantes (INE 2024).

## Toponimia
Es difícil de determinar la procedencia del término Mocejón. La teoría más plausible es la que explica su derivación como evolución del antiguo nombre personal Mustonius encontrado en una lápida funeraria dentro de la población. Otras fuentes suponen una derivación, en su raíz, del nombre propio celta Mustius o Muscius con la terminación -on como un aditamento mozárabe.[cita requerida] De 1193 a 1253, Mocejón aparece citado en varios documentos mozárabes con el nombre de Mozachón.

## Geografía
El municipio se encuentra situado «en una llanura» en la comarca de La Sagra y linda con los términos municipales de Aranjuez al este en la provincia de Madrid y Magán y Villaseca de la Sagra al norte, Toledo al sur y Olías del Rey al oeste. En el término encuentran los caseríos de Velilla e Higares.
Al sur del municipio discurre el Tajo y de norte a sur es atravesado por el canal del Jarama.

## Historia

### Primeros tiempos
La zona ribereña del Tajo, donde se encuentra Mocejón, estuvo poblado desde los tiempos más antiguos, principalmente en el paraje llamado hoy El Palomar de Velilla, a un kilómetro al norte del río y a tres y medio al sudoeste del caserío actual de esa zona. Aquí se han recogido los más variados testimonios arqueológicos, desde puntas raederas musterienses a objetos de la industria visigoda, pasando por cerámica céltica, celtibérica, terra sigillata, cerámica hispanorromana, así como el bronce y vidrio de esta época. También se encontró una lápida funeraria con inscripción latina incompleta, que leída dice: «consagrado a los Dioses Manes... de 35 años, aquí yace. Su hermano Mustonio se cuidó de hacerlo. Séate la tierra ligera».[cita requerida]

### Invasión musulmana
Con la invasión musulmana, desapareció el poblado localizado en el Palomar de Velilla y se trasladó al actual emplazamiento de Mocejón, más elevado y saludable. La población siguió en buena parte fiel al cristianismo. De esta época mozárabe data el nombre actual del pueblo.

### Edad Media
Mocejón, al mismo tiempo que Aceca, fue conquistado por Alfonso VI. Durante el siglo XII aparece en distintos documentos cambiando de dueños. En 1166  Alfonso VIII donó a Pedro Rodríguez de Azagra la aldea de Mocejón: «aldeam illam que mozelon uocator in toletano territorio que est etiam iuxta villasicca». Diez años después, el mismo rey volvió a dar a la Orden de Calatrava la aldea de Mocejón: «aldeam illam que moceion uocator». Años más tarde, en 1191, Rodrigo Gutiérrez Girón donó a la mencionada orden el castillo de Dueñas, Borox y la mitad de «mozeion».
En 1193 y en 1253 se cita la aldea en documentos mozárabes, en el primero de ellos con el nombre de Mozanchón. Alfonso «el Sabio», en 1254 cedió a García Yáñez, alcalde de Toledo y señor de Magán, hijo de Fernán García Yáñez de Toledo, las aldeas de Magán y Mocejón, la bodega de Talavera y la de Madrid a cambio de los castillos de Nombela con su villa y Nonport con su villa en el reino de Murcia.[cita requerida]

### Últimos siglos
En la segunda mitad del siglo XVI era aldea de Toledo, aunque la renta de sus tierras las recibía Luis Pantoja Portocarrero, cabeza entonces del mayorazgo de Mocejón, que se había fundado con su territorio.
En el siglo XVIII Mocejón es lugar realengo, solariego de Toledo, que nombra sus justicias. Tributa gallinas, granos y dineros a María-Blasa Pantoja y Portocarrero, condesa de Torrejón y marquesa de Villagarcía.
A mediados del siglo XIX, el lugar tenía contabilizada una población de 1620 habitantes.  Contaba con 376 casas y el presupuesto municipal ascendía a 43 864 reales de los cuales 3467 eran para pagar al secretario. La localidad aparece descrita en el decimoprimer volumen del Diccionario geográfico-estadístico-histórico de España y sus posesiones de Ultramar de Pascual Madoz de la siguiente manera:

MOCEJON: l. con ayunt. en la prov., dióc. y part. jud. de Toledo (2 leg.), aud. terr. de Madrid (10), c. g. de Castilla la Nueva: sit. en una llanura, es de clima cálido, por esta razon reinan los vientos del O. y se padecen tercianas; tiene 376 casas, la de ayunt., cárcel, escuela de niños, dotada con 2,195 rs. á la que asisten 140: otra de niñas con 850, y asisten 32; igl. parr. dedicada á San Estéban Protomartir, con curato de segundo ascenso y provision ordinaria; una ermita con el titulo de la Vera-Cruz dentro del pueblo, y otra en las inmediaciones con el de el Calvario: se surte de aguas potables en una fuente llamada de Olihuelas en el desp. de Higares. Confina el térm. al N. con el de Magan; E. el desp. de Higares; S. el estado de Velilla; O. Villaseca de la Sagra, á dist. de 1/2 cuarto á 3/4 leg.; al que están agregados los citados desp. de Higares, Olihuelas y el estado de Velilla, propio del Sr. conde de Santa Coloma; le baña el Tajo, que se cruza en este térm. por el puente de Aceca propio de S. M. El terreno es superior y de segunda clase, no hay mas camino que el de Toledo en bastante mal estado. El correo se recibe en Olías por cartero 3 veces á la semana. prod.: trigo, cebada, semillas, melones, judias y patatas; se mantiene ganado de cerda que es el preferido, y se cria caza menuda y la pesca del Tajo. ind. y comercio: 64 panaderos, 4 molinos de chocolate, se trafica en ganado de cerda. pobl.: 419 vec., 1,620 alm. cap. prod.: 4.131,410 rs. imp.: 114,395: los desp. de Higares y Olihuelas, se calculan por separado en 537,750 rs. de cap. y 13,443 de utilidades el primero, y 132,350 en el primer concepto, y 3,308 en el segundo el último. presupuesto municipal: 43,864, del que se pagan 3,467 al secretario por su dotacion, y se cubre 34,864 de propios y arbitrios, y el resto por repartimiento.
(Madoz, 1848, p. 443)

El 30 de abril de 1889, Mocejón recibió el título de villa de manos de la reina regente María Cristina.

## Demografía
Cuenta con una población de 5172 habitantes (INE 2024).
| Gráfica de evolución demográfica de Mocejón entre 1842 y 2021                                                         |
| |
| Población de derecho según los censos de población del INE. Población de hecho según los censos de población del INE. |

## Símbolos
Escudo de un solo cuartel: de gules, un castillo, de oro, aclarado de azur y terrasado de sinople, superado de una cruz mozárabe, de plata, y acompañado de dos palomas afrontadas, del mismo metal. Al timbre, corona real cerrada.
Por pleno de 28 de noviembre de 1982 fueron encargados los heraldista e historiadores José Luis Ruz Márquez y Buenaventura Leblic García de la creación del escudo municipal. Propusieron reflejar los distintos poblamientos de Mocejón y así figura las palomas como referencia a Palomar de Velilla, el castillo en representación del de Higares, villa despoblada que fue del señorío de los Álvarez de Toledo y la cruz mozárabe en recuerdo a la población cristiana que pobló Mocejón durante la ocupación árabe. El escudo propuesto fue aprobado por la Real Academia de la Historia en junta de 22 de junio de 1984.

## Administración
| Periodo   | Nombre                               | Partido |
| --------- | ------------------------------------ | ------- |
| 1979-1983 | Ángel Tardío Redondo                 | UCD     |
| 1983-1987 | Ángel Tardío Redondo                 | AP      |

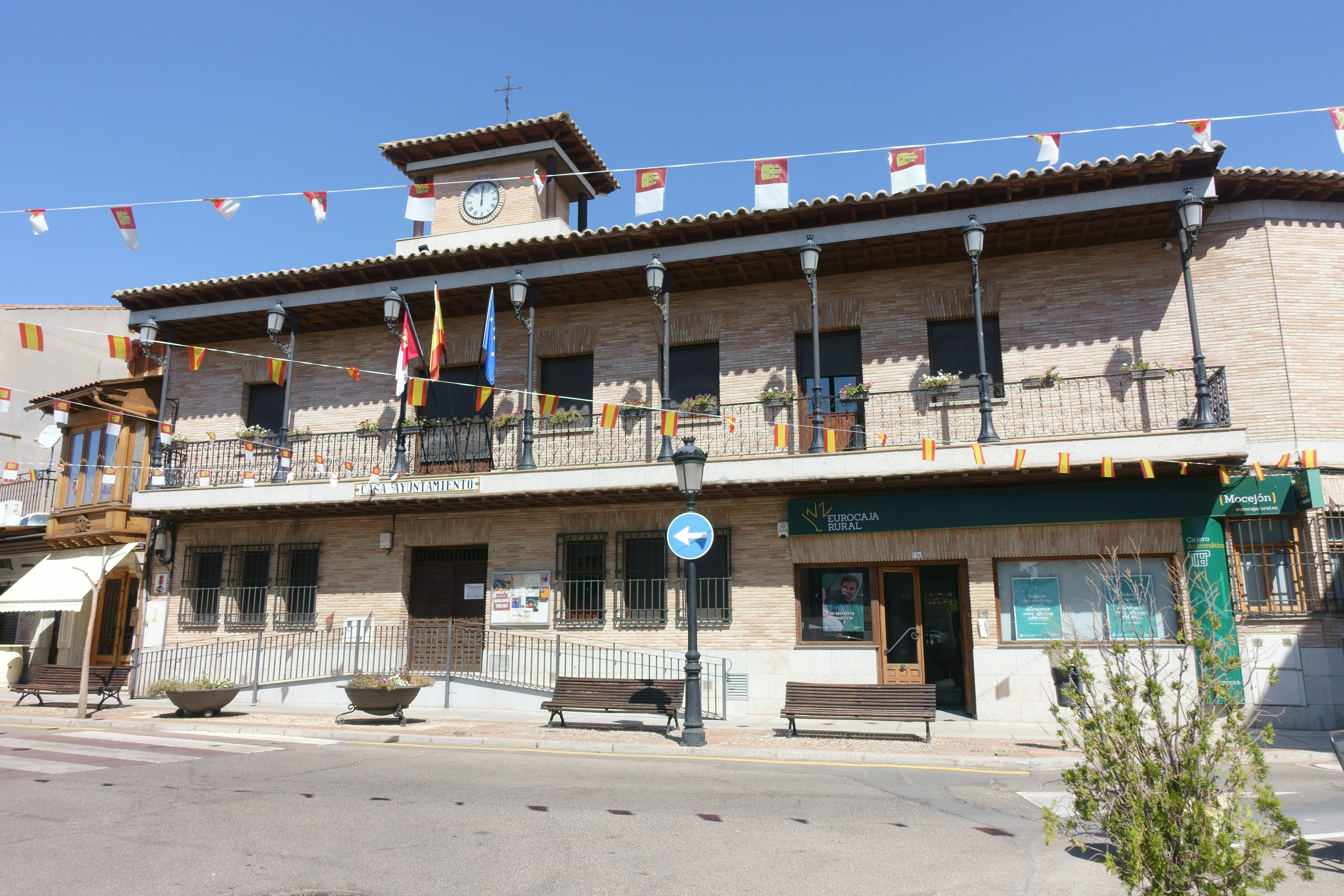
Casa consistorial

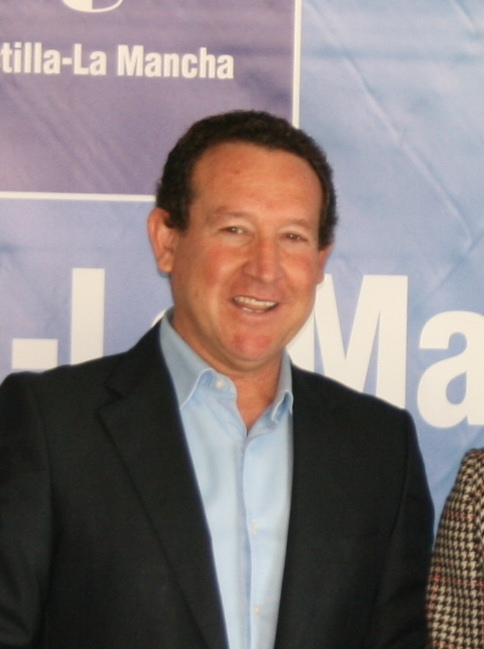
Plácido Martín Barriyuso, alcalde desde 2007 hasta 2019

| 1987-1991 | Constante Vicente Rodríguez González | PSOE    |
| 1991-1995 | Manuel Pérez Pérez                   | PP      |
| 1995-1999 | Manuel Pérez Pérez                   | PP      |
| 1999-2003 | María Guadalupe Martín González      | PSOE    |
| 2003-2007 | Luis Rivera Martín-Andino            | PSOE    |
| 2007-2011 | Plácido Martín Barriyuso             | PP      |
| 2011-2015 | Plácido Martín Barriyuso             | PP      |
| 2015-2019 | Plácido Martín Barriyuso             | PP      |
| 2019-2023 | Concepción Cedillo Tardío            | PP      |
| 2023-act. | Concepción Cedillo Tardío            | PP      |

## Patrimonio
Iglesia parroquial San Esteban Protomártir

Se empezó a construir en la segunda mitad del siglo XVI y se dedicó a San Esteban Protomártir. De planta basilical con tres naves y pequeños sobresalientes. La cabecera está orientada al este en forma de ábside recto y posteriormente prolongada. Se trata de una construcción en ladrillo y mampostería en elementos muy rectos y escasos huecos. Cubre con teja árabe a varias alturas, correspondiéndose con las naves interiores.

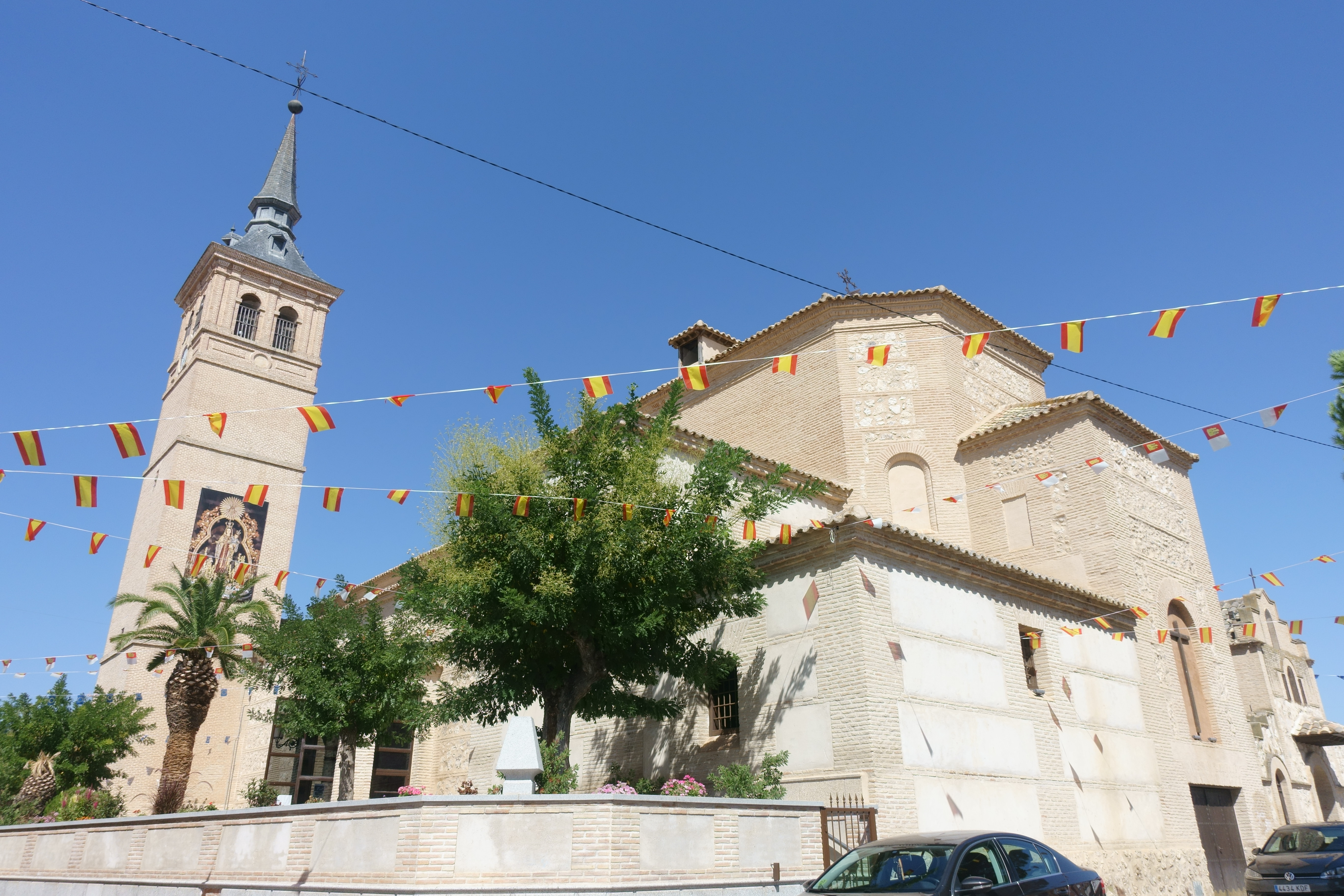
Iglesia de San Esteban Protomártir

La obra fue realizada por el maestro toledano Diego Hernando de Orduña con el colaboró su hijo Juan de Orduña a partir de 1574. Tiene torre cuadrangular situada en el sudoeste. Está construida totalmente en ladrillo con un cuerpo de campanas constituido por ocho huecos en arco de medio punto; dos en cada muro, de los cuales cinco se hallan ocupados por campanas. Se cubre con pizarra y en forma de chapitel con pináculo.
Todo el conjunto queda alterado con respecto a su originaria estructura debido a que se han ido añadiendo una serie de dependencias puramente funcionales. Se accede al templo por tres puertas; una a los pies de la nave mayor y dos a los lados norte y sur, realizadas en madera a cuarterones y clavazón de herrería. Los laterales son originales. En su interior, la nave mayor está separada de las laterales por cinco columnas monolíticas a cada lado, realizadas en granito con fuste liso abombado, tipo toscano y capitel. Tienen una altura de 5 m aproximadamente y un diámetro de 0’60 m. Obra documentada en 1577, año en que se le paga al cantero Martín Rodríguez. Rematan en arcos de medio punto construidos en ladrillos y anteriormente revestidos con estuco. A los pies de la nave mayor se halla la tribuna, con balaustrada en madera con barrotes torneados, apoyada en las dos últimas columnas de algo más de diámetro que las anteriores y sobre zapatas. En la nave derecha, se observa actualmente un cuadro colgado en altura: es una virgen del famoso pintor José Antolínez, de gran calidad y profusamente investigada por expertos, como por ejemplo, Ramón Sánchez González, en artículos en publicaciones especializadas.

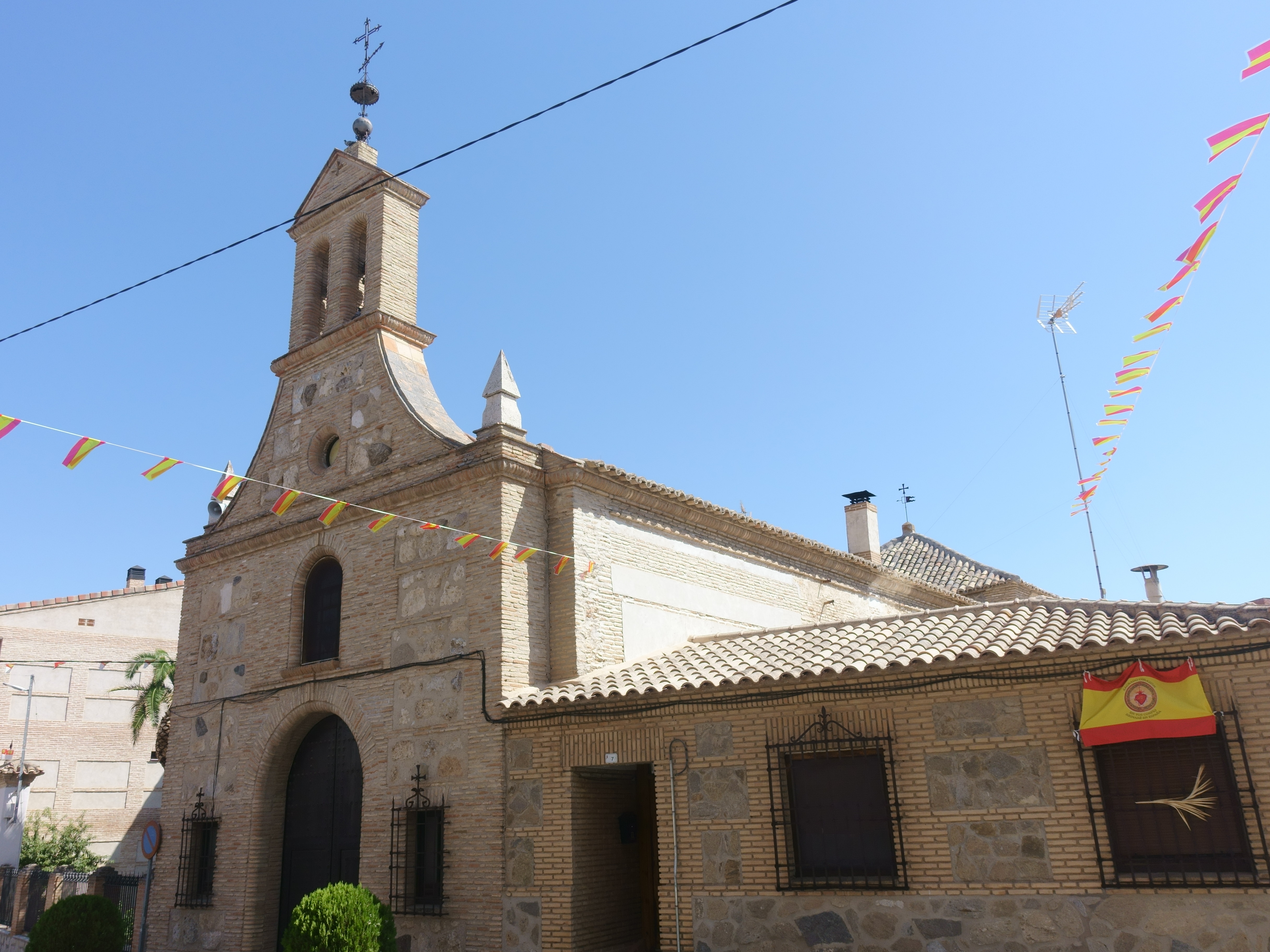
Ermita de la Vera Cruz
Sus orígenes son un tanto inciertos. Se cree que fue construida en el siglo XV. En un principio fue utilizada como Iglesia Conventual Carmelitana. Como dependencias anexas había una casa para ermitaños distribuida como otra casa cualquiera del pueblo, o sea, un patio, jardín y corral. En la parte sur existía una parcela cercada que se utilizó como cementerio hasta principios del siglo XIX.
Hoy es una ermita dedicada a la patrona del pueblo, Nuestra Señora de las Angustias. En la década de los 1970 sufre una reforma abriendo la entrada principal por los pies de la ermita exterior, construyendo sobre ella un nuevo campanario. En lo que era jardín y patio, antigua entrada principal, hoy se ha construido una residencia de ancianos.
Otros edificios
Otras edificaciones de interés, como el castillo de Higares del que se conserva una torre añadida a la casa actual, un patio de vecinos que data del siglo XVI, una casona de la Inquisición con blasón incluido y una casa con un blasón de nobleza.

## Fiestas
- 16 de julio: fiestas del Carmen.
- 8 de septiembre: Virgen de las Angustias.